# En ganska snäll man
En ganska snäll man (norska: En ganske snill mann) är en norsk filmkomedi från 2010 i regi av Hans Petter Moland och med Stellan Skarsgård i huvudrollen. Den handlar om en morddömd man som släpps fri efter ett 12-årigt fängelsestraff och vill leva ett stillsamt liv, men vars forna kumpaner försöker få honom att hämnas på mannen som satte dit honom.
Filmen hade premiär i huvudtävlan vid filmfestivalen i Berlin. Den gick upp på bio i Norge 19 mars och Sverige 14 maj 2010. Utifrån tio norska recensioner samlade på sidan Filmweb har filmen ett genomsnittligt betyg som motsvarar 8/10. Den fick Filmkritikerpriset som årets bästa norska långfilm och Skarsgård fick Amandapriset för bästa manliga huvudroll.

## Medverkande
- Stellan Skarsgård som Ulrik
- Bjørn Floberg som Rune Jensen
- Gard B. Eidsvold som Rolf
- Jorunn Kjellsby som Karen Margrethe
- Bjørn Sundquist som Sven
- Jon Øigarden som Kristian
- Kjersti Holmen som Wenche
- Jan Gunnar Røise som Geir
- Julia Bache-Wiig som Silje
- Aksel Hennie som Sami
- Henrik Mestad som Kenny
- Jannike Kruse som Merete
- Ane H. Røvik Wahlen som Kennys fru
- Sverre Horge som patient